# Surxondaryo
Der Surxondaryo (in kyrillischer Schrift Сурхондарё, auch Surkhandarya oder Surchandarja) ist ein rechter Nebenfluss des Amudarja in Usbekistan.

## Verlauf
Der Fluss entsteht am Zusammenfluss seiner beiden Quellflüsse Tupalangdarja (Toʻpatangdaryo) und Karatag (Qoratagʻ) nahe der Grenze zu Tadschikistan, etwa 50 Kilometer westlich der tadschikischen Hauptstadt Duschanbe. Die Quellflüsse entspringen in den südlichen Hängen des Hissargebirges. Er fließt in südsüdwestlicher Richtung nach Termiz, wo er nach 175 Kilometern gegenüber der Grenze Usbekistans zu Afghanistan in den Amudaryo mündet. Sein Einzugsgebiet von 13.500 km² liegt in der tadschikischen Region Nohijahoi tobei dschumhurij und in der usbekischen Viloyat Surxondaryo, die nach dem Fluss benannt wurde.
Am Mittellauf oberhalb der Stadt Qumqoʻrgʻon befindet sich der Stausee Janubiy Surxon Suv Ombori (Südlicher Surxondaryo-Stausee).

## Hydrologische Daten
Zwischen 1961 und 1990 führte der Surxondaryo-Quellfluss Karatag an der tadschikisch-usbekischen Grenze durchschnittlich 34 Kubikmeter Wasser pro Sekunde. Bei Manguzar, nahe Termiz gelegen, führt der Surxondaryo 50 m³/s. Der Abflussbeiwert beträgt 116 Millimeter pro Jahr.
Durchflussdaten der Station Manguzar im 58-jährigen Durchschnitt (1932–1989)
Angaben in m³/s